# Боливуд (представа)
Боливуд је позоришна представа Народног позоришта у Београду, која је премијерно изведена 25. маја 2018. године.

## Подела улога
Премијерна поставка:
| Глумац             | Улога |
| ------------------ | ----- |
| Милош Ђорђевић     |       |
| Јелена Ђокић       |       |
| Данијела Угреновић |       |
| Павле Јеринић      |       |
| Сузана Лукић       |       |
| Бојана Ђурашковић  |       |